# Голіцинський Євген Миколайович
Євген Миколайович Голіцинський (1878, Кишинів, Бесарабська губернія, Російська імперія — 1932, Подєбради, Чехословацька Республіка) — український дипломат. Очолював дипломатичну місію УНР у США, в Естонії та Латвії.

## Життєпис

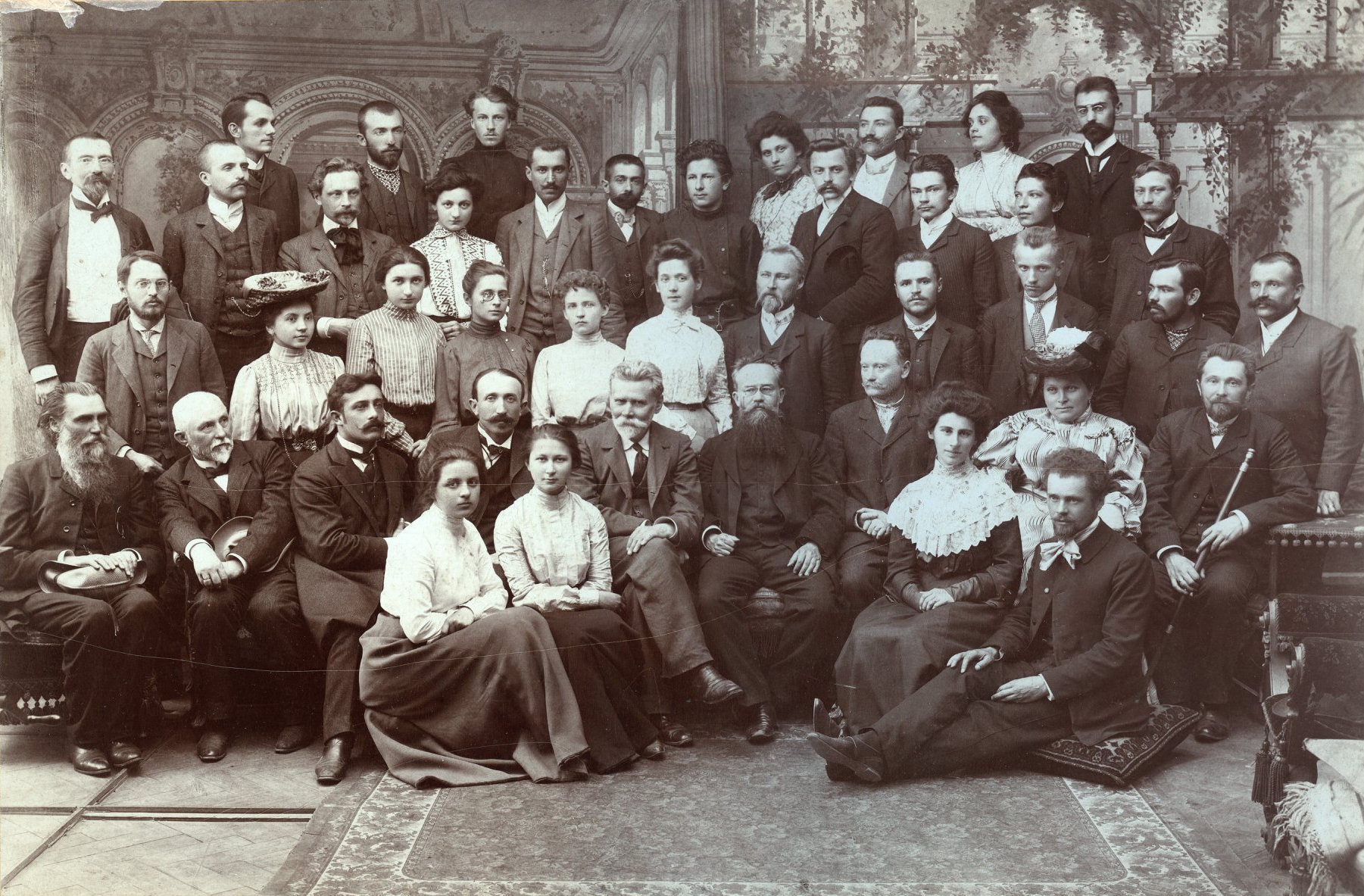
Викладачі та студенти Наукових курсів українознавства у Львові (організованих ТПУНЛШ), 5 липня 1904 р. Зліва направо: перший ряд (сидять): М. Дверницька, В. Чикаленківна, А. Трушева, І. Труш;
другий ряд (сидять): П. Рябков, Т. Ревакович, І. Брик, М. Ганкевич, Хв. Вовк, М. Грушевський, І. Франко, М. Грушевська, Вол. Гнатюк;
третій ряд (стоять): Вол. Дорошенко, М. Підлісецька (Мудракова), Г. Чикаленківна, К. Голицинська, О. Андрієвська, М. Липа, І. Липа, Ф. Шолудько, В. Панейко, Л. Сміщук, Л. Гарматій;
четвертий ряд (стоять): Вол. Лаврівський, Е. Голицинський, Юл. Бачинський, М. Крушельницька (Дроздовська), Дм. Дорошенко, Я. Грушкевич, Л. Чикаленко, Мих. Грушкевич, Ст. Дольницький, А. Хомик, М. Росткович;
п'ятий ряд (стоять): Юл. Ситник, Ол. Скоропис, Дм. Розов, Д. Старосольська (Шухевичівна), Вол. Загайкевич, Т. Єрми (п-ні Боднарова), Мих. Мочульський.

Народився в 1878 році у Кишиневі. У 1898 закінчив Київський кадетський корпус. Навчався у Московському вищому технічному училищі та в Київському політехнічному інституті на хімічному факультеті. 1907 закінчив Празький технікум.
З 1900 — зайнявся революційною діяльністю, виступив одним із засновників Революційної української партії РУП, брав активну участь в київській організації «Вільна громада».
З 1902 — обраний членом Центрального комітету РУП.
З 1903 по 1904 — працював у закордонному комітеті РУП.
У 1904 — вийшов з лав РУП.
З 1907 по 1915 — працював інженером-хіміком в Україні.
З 1915 по 1917 — був зв'язковим між львівською Спілкою визволення України та київською і закордонними українськими громадсько-політичними організаціями.
У 1917 — Звенигородський повітовий комісар.
З 1917 — працював у Київській конторі державного банку.
У 1918 — очолював делегацію Української Народної Республіки у Німецькій імперії, що вирішувала питання щодо друку українських грошей.
З 1918 по 1919 — очолював дипломатичну місію УНР у США.
У 1919 — очолював дипломатичні місії УНР в Естонії та Латвії.
З 1920 — працював у Чехословацькій республіці на посаді доцента, викладача хімії в Українській господарській академії в Подєбрадах.
Помер у 1932 у Подєбрадах, Чехословацька Республіка.